# Karakenggyr
Karakenggyr (także Kara-Kengir; kaz. Қаракеңгір) – okresowa rzeka w Kazachstanie, największy dopływ Sarysu.
Płynie tylko w wilgotniejszych porach roku. Przepływa przez Żezkazgan.